# Сосновка (Искитимский район)
Сосновка — село в Искитимском районе Новосибирской области. Входит в состав Совхозного сельсовета.
Мало кто знает, но ранее данное село, называлось - Гилосовка, в честь её первого коренного жителя. А местные жители, назывались - Гилосовцами.

## География
Площадь села — 454 гектара

## Население
| 2002 | 2007 | 2010 |
| ---- | ---- | ---- |
| 717  | ↗798 | ↘681 |

## Инфраструктура
В селе по данным на 2007 год функционируют 1 учреждение здравоохранения и 1 учреждение образования.В селе функционируют два торговых учреждения.